# Chaim Seeligmann
Chaim (Heinz Alfred) Seeligmann (* 16. Januar 1912 in Karlsruhe; † 25. September 2009 in Givat Brenner) war ein israelisch-deutscher Pädagoge und Historiker. Er hat die Wurzeln der Kibbuz-Bewegung untersucht und wies nach, dass die Gründungsgeneration nicht nur marxistische Ideen und Modelle, sondern teilweise auch Ansätze zum herrschaftsfreien Zusammenleben im Sinne des gewaltlosen Anarchismus hatte.

## Leben
Heinz Seeligmann wuchs als zweites von fünf Geschwistern der Eheleute Oskar und Therese, geborene Dux, in einer großbürgerlichen, freidenkerischen Umgebung auf. Sein Vater war Bankier. Der Junge absolvierte ein humanistisches Gymnasium und die von den Eltern gewünschte Banklehre in der Heimatstadt. Er lernte, überraschend für seinen assimilierten Familienhintergrund, früh Hebräisch. Bereits als Schüler schloss er sich auch der zionistischen Jugendbewegung Kadima an, später den Pionieren der Organisation Hechaluz und emigrierte (nach der Hachschara, einer landwirtschaftlichen Vorbereitung in der Schweiz), Ende 1935 nach Palästina. Das Schiff hieß Galiläa und brachte ihn mit anderen aufbauwilligen, deutsch-jüdischen Emigrant(inn)en nach Haifa. 1936 trat er in den Kibbuz Givat Brenner bei Rechovot ein. In der entbehrungsreichen Aufbauphase dieser 1928 gegründeten, sozialistischen Agrarkommune wurde Besitz und Einkommen komplett geteilt, alle Arbeiten freiwillig und unbezahlt geleistet; externe Einkünfte flossen der Gemeinschaft zu. Dafür waren Essen, medizinische Versorgung, Schule und Kinderhaus von Anfang an frei.
In Israel heiratete Chaim Seeligmann 1940 die aus dem litauischen Žasliai stammende Shifra, geborene Gurvits. Der Ehe entstammen drei Kinder: Moshe, Mimi und Yigal. Wie sich später herausstellte, war Chaims Vater Oskar Seeligmann am 22. Oktober 1940 in das Camp de Gurs deportiert worden und dort im Januar 1941 umgekommen. Seine Mutter, ebenfalls zunächst in Gurs, starb 1947 in Corrèze. Seine Brüder Werner und Herbert wurden nach Auschwitz deportiert und ermordet.
1941–45 diente er im Palmach. In den Folgejahren war Chaim Seeligmann in Frankreich als Sendbote sozialistischer Habonim-Jugendgruppen für die jüdische Einwanderung nach Eretz Israel tätig. Ab 1957 studierte er an der Hebräischen Universität Jerusalem, dann an der Universität Tel Aviv, war Generalsekretär im Kibbuz, arbeitete als Erzieher, leitete eine Elementarschule und engagierte sich in der Bildungsarbeit in Kibbuzim. Sein Bruder Ernst und seine Schwester Sophie entkamen dem Holocaust und emigrierten ebenfalls nach Israel. Ernst Seeligmann (1910–1989), der früh das Gehör verlor, lebte ebenfalls mit Familie in Givat Brenner.
Die kollektive Lebensform der Chawerim (dt. „Freunde, Genoss(inn)en“) wird seit dem späten 20. Jahrhundert durch individualistische und privatwirtschaftliche Strukturen verdrängt. Diesen Prozess hat Chaim Seeligmann in seinen Arbeiten analysiert und die Kibbuzbewegung in ihren Wurzeln, Errungenschaften und Utopien selbstkritisch dargestellt. Er forschte viele Jahre am Yad Tabenkin, Forschungszentrum der Kibbuz-Bewegung in Ramat Efal und hat Arbeiten über libertäre Konzepte u. a. bei Gustav Landauer, Erich Mühsam und Bernard Lazare veröffentlicht. Seeligmanns letzte große Publikation war die Festschrift zum 80-jährigen Bestehen von Givat Brenner (2008). Er war Ehrendoktor der Fakultät für Pädagogik der Universität Bielefeld.
Chaim Seeligmann starb am Erew von Jom Kippur 2009 und ist neben seiner Frau auf dem Friedhof von Givat Brenner begraben.

## Werke auf Deutsch (Auswahl)
- Die Jüdische Jugendbewegung und die Kibbuzbewegung. In: Wolfgang Melzer, Georg Neubauer: Der Kibbutz als Utopie. Mit einem Nachwort von Ludwig Liegle. Beltz, Weinheim u. a. 1988, ISBN 3-407-34023-0 (Reihe Pädagogik).
- Zur politischen Rolle der Philologen in der Weimarer Republik. Gesammelte Aufsätze über Lehrerverbände, Jugendbewegung und zur Antisemitismus-Diskussion. Böhlau, Köln u. a. 1990, ISBN 3-412-01690-X (Studien und Dokumentationen zur deutschen Bildungsgeschichte 41).
- Spuren einer stillen Revolution. Begegnungen eines Kibbuz-Mitgliedes mit der Katholischen Integrierten Gemeinde. Verlag Urfeld, Hagen 1998, ISBN 3-932857-21-6 (Urfelder Reihe 2).
- Zusammen mit Gabi Madar: Kibbuz. Ein Überblick. Erweiterte und aktualisierte Ausgabe. Yad Tabenkin, Ramat-Efal 2000.
- Es war nicht nur ein Traum. Autobiographische und kibbuzgeschichtliche Skizzen. Verlag Urfeld, Bad Tölz 2002, ISBN 3-932857-29-1.
- Curriculum vitae. In: Wolfdietrich Schmied-Kowarzik (Hrsg.): Auseinandersetzungen mit dem zerstörten jüdischen Erbe. Franz-Rosenzweig-Gastvorlesungen (1999–2005). Kassel University Press, Kassel 2004, ISBN 3-89958-044-3, (Kasseler Semesterbücher, Studia Cassellana 13), Abstract.
- Der Kibbuz und seine Entwicklung. In: Wolfdietrich Schmied-Kowarzik (Hrsg.): Auseinandersetzungen mit dem zerstörten jüdischen Erbe. Franz-Rosenzweig-Gastvorlesungen (1999–2005). Kassel University Press, Kassel 2004, ISBN 3-89958-044-3, (Kasseler Semesterbücher, Studia Cassellana 13), Abstract.
- Wiedertäufer (Anabaptisten). In: Lexikon der Anarchie, DaAWebd.de